# Zygmunt Słomiński

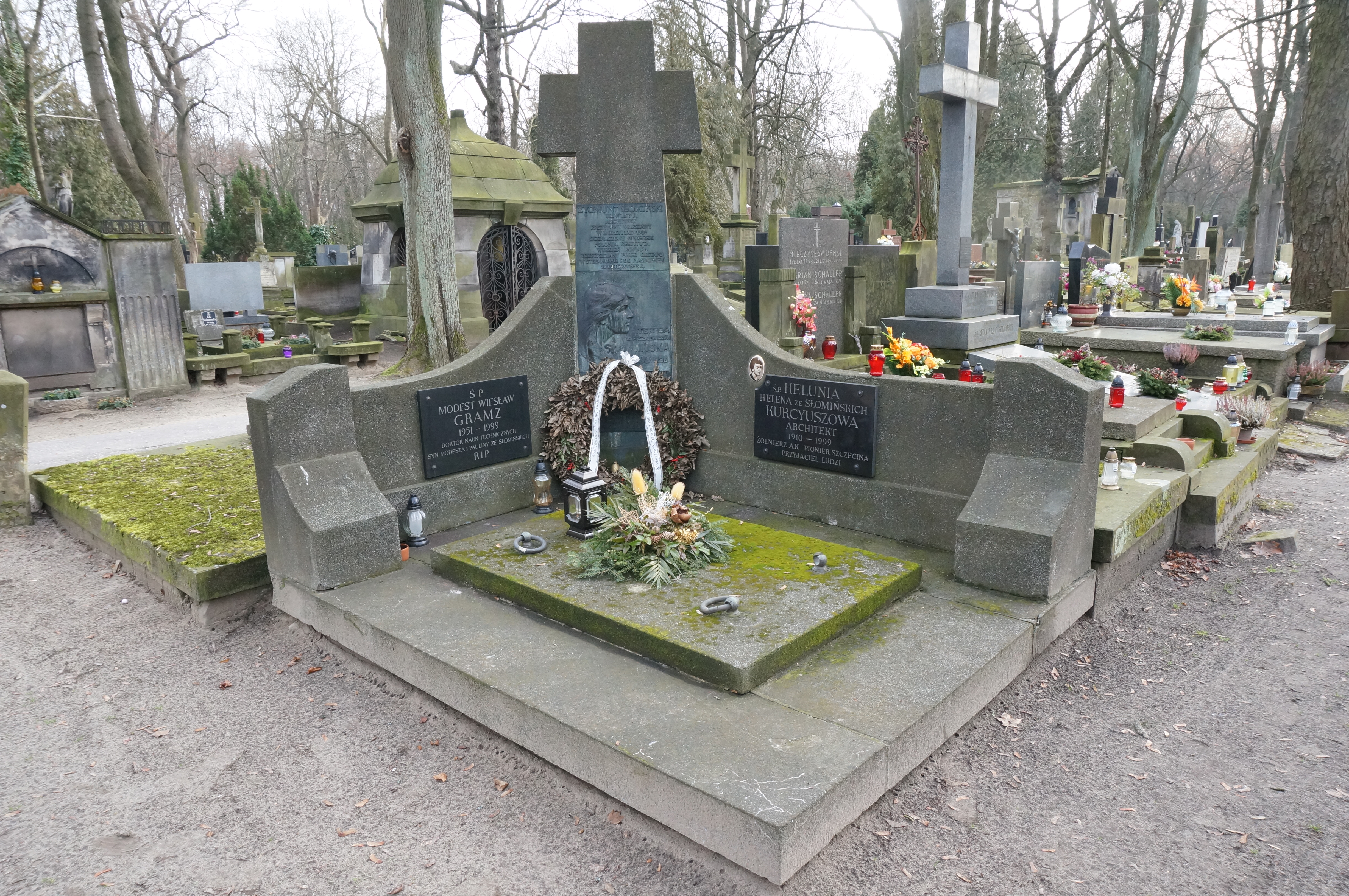
Grób Zygmunta Słomińskiego na cmentarzu Powązkowskim

Zygmunt Joachim Słomiński (ur. 15 kwietnia 1879 w Piotrkowie Trybunalskim, zm. 12 lutego 1943 w Stefanowie) – inżynier budownictwa, urzędnik państwowy, prezydent Warszawy, prezes Związku Miast Polskich w 1932 roku.

## Życiorys
Pochodził z ziemiańskiej rodziny szlacheckiej osiadłej na Grodzieńszczyźnie. Dziadek, Joachim Słomiński, przyjaźnił się z Adamem Mickiewiczem i należał do Filaretów. Urodził się w rodzinie Michała i Marii z Grabowskich. Ojciec jako młodzieniec brał udział w powstaniu styczniowym za co został skazany na zesłanie na Syberię, gdzie przebywał 5 lat (m.in. w Tobolsku). Majątek rodzinny Słomińskich, Kleszczele w powiecie prużańskim, został skonfiskowany przez władze rosyjskie. Po powrocie z zesłania Michał Słomiński pracował jako nadzorca odcinka Drogi Żelaznej Warszawsko-Wiedeńskiej w Piotrkowie.
Zygmunt Słomiński ukończył gimnazjum rządowym w Piotrkowie, gdzie należał do tajnych kółek samokształceniowych. Po maturze (1897) podjął studia na Wydziale Fizyczno-Matematycznym Cesarskiego Uniwersytetu Warszawskiego, a następnie na Wydziale Inżynieryjno-Budowlanym w Warszawskim Instytucie Politechnicznym. Brał udział w licznych manifestacjach patriotycznych i strajkach politycznych w Warszawie, za co m.in. w 1898 został relegowany z UW, a w 1901 zawieszony w prawach studenta Instytutu Politechnicznego. W 1902 uzyskał dyplom inżyniera.
Od 1903 był architektem powiatowym w Sandomierzu i pełnił funkcję budowniczego Sandomierskiej Kurii Diecezjalnej. Przebudował zamek sandomierski i lokal urzędu powiatowego, dokonał konserwacji i rozbudowy diecezjalnego Seminarium Duchownego oraz Pałacu Biskupiego, a także konserwacji romańskiego kościoła św. Jakuba w Sandomierzu. 
Od ok. 1910 pracował w Radomiu, gdzie jako zastępca inżyniera guberni radomskiej zaprojektował gmach Banku Państwa (potem Narodowy Bank Polski) oraz w latach 1913–1914 rozbudowę barokowego kościoła w Błogich Szlacheckich. 
Zarówno w Sandomierzu, jak i w Radomiu Słomiński bardzo żywo uczestniczył w życiu społecznym, m.in. zakładając biblioteki, spółdzielnie, organizując odczyty uświadamiające narodowo. Był także prezesem Ochotniczych Straży Pożarnych w Sandomierzu (1905–1907, potem członkiem honorowym) i w Radomiu (1913–1914).
Po odzyskaniu przez Polskę niepodległości, na początku lat 1920 był dyrektorem Okręgowej Dyrekcji Robót Publicznych w Lublinie. W latach 1924–1927 był naczelnym inżynierem Warszawy, a od 7 lipca 1927 do 2 marca 1934 był Prezydentem Miasta Stołecznego Warszawa. Zygmunt Słomiński był inicjatorem akcji „Warszawa czysta”. Za jego prezydentury: rozpoczęto chlorowanie wody wodociągowej, wybudowano kilkanaście ustępów publicznych, zmodernizowano i przebudowano miejską gazownię, zbudowano osiedle na Żoliborzu dla pracowników samorządu miejskiego, a w 1928 – po trzyletniej przerwie – przywrócono komunikację autobusową w mieście. Zygmunt Słomiński ustąpił z urzędu prezydenta miasta, po zmianie ustawy samorządowej. Wykładał regulację miast w Wolnej Wszechnicy Polskiej w Warszawie. Od lutego 1934 był dyrektorem tramwajów miejskich.
Po ośmiu miesiącach sprawowania funkcji, we wrześniu 1934 roku, został zdymisjonowany przez nowo mianowanego komisarycznego prezydenta miasta, Stefana Starzyńskiego, po czym przeszedł na emeryturę. Starzyński zarzucał mu niegospodarność w zarządzaniu tramwajami miejskimi. Prasa warszawska kojarzyła dymisję Słomińskiego z czystkami kadrowymi w Magistracie miejskim, tzw. rugami, o przeprowadzanie których oskarżano Stefana Starzyńskiego.
Zygmunt Słomiński w okresie okupacji w nocy z 10 na 11 listopada 1942 roku został aresztowany przez Gestapo. Był więźniem Pawiaka oraz w siedzibie Gestapo na Szucha. Został rozstrzelany w Lasach Chojnowskich k. Stefanowa. Po wojnie jego szczątki zostały ekshumowane i pochowane na cmentarzu Powązkowskim (kwatera 201-2-1,2).
Inżynier Zygmunt Słomiński był autorem wielu prac z zakresu budownictwa i zagadnień gospodarczych stolicy, m.in.: Potrzeby Warszawy (1929), Gospodarka Warszawy w dobie kryzysu 1930–1934 (1935).

## Rodzina
Zygmunt Słomiński był dwukrotnie żonaty. Pierwszą żoną była Teresa z Paszkiewiczów, córka Ludwika i Emilii z Ścibor-Kotkowskich (ciotki Witolda Gombrowicza). Z Teresą z Paszkiewiczów miał dwoje dzieci: 
- Michała Słomińskiego (1907–1947), inżyniera, żonatego z Wandą Piotrkowską, który po drugiej wojnie światowej wyjechał do Wielkiej Brytanii i tam zmarł
- Helenę ze Słomińskich Kurcyuszową (1914–1999), architekta urbanistę w Szczecinie, malarkę, animatorkę życia kulturalnego w powojennym Szczecinie, żonę prawnika Jerzego Kurcyusza (brata Tadeusza Kurcyusza).

Po śmierci żony w 1926 ożenił się powtórnie z Aleksandrą ze Strenkowskich 1.v. Piotrkowską, która została zamordowana w czasie powstania warszawskiego. Drugie małżeństwo Zygmunta Słomińskiego było bezdzietne.

## Ordery i odznaczenia
- Krzyż Oficerski Orderu Odrodzenia Polski (2 maja 1923)[11][12][13]
- Złoty Krzyż Zasługi (dwukrotnie: 23 czerwca 1927[14][15], 13 maja 1933[16])
- Medal Niepodległości (19 czerwca 1938)[17]
- Medal Dziesięciolecia Odzyskanej Niepodległości[11]
- Krzyż Komandorski Orderu Legii Honorowej (Francja)[11]
- Krzyż Komandorski Orderu Leopolda (Belgia)[11]
- Wielka Wstęga Orderu Gwiazdy Stor (Afganistan)[11]
- Medal Zwycięstwa (Médaille Interalliée)[11]

## Wybrane publikacje
- Ratusz Sandomierski, „Architekt”, 1906, nr 8
- Zamek sandomierski, „Architekt”, 1909, nr 7
- Kollegium Jezuickie w Sandomierzu, „Architekt”, 1911, nr 2
- Istorija – razvitie i sostojanie gubernskich 1-razrjadnych šossejnych traktov v predelach Radomskoj gubernii, Radom 1911
- Potrzeby Warszawy, Warszawa 1929
- Gospodarka Warszawy w dobie kryzysu 1930–1934, Warszawa 1935

## Upamiętnienie
- W listopadzie 1989[18] nazwę Zygmunta Słomińskiego nadano ulicy w Warszawie biegnącej od Mostu Gdańskiego do ronda Zgrupowania AK „Radosław”.